# ブロムリーFC
ブロムリー・フットボール・クラブ（Bromley Football Club）はイングランド・ロンドン・ブロムリーを本拠地とするサッカークラブチームである。2017-2018シーズンはカンファレンス・ナショナル（5部相当）に所属。

## タイトル

### 国内タイトル
- ロンドンリーグ・ディヴィジョン2:1回

1896-1897
- イスミアンリーグ・プレミアディヴィジョン:4回

1908-1909,1909-1910,1953-1954,1960-1961
- アセニアンリーグ:3回

1922-1923,1948-1949,1950-1951
- FAアマチュアカップ:3回

1910-1911,1937-1938,1948-1949
- FAトロフィー:1回

2021-2022

### 国際タイトル
- なし

## 歴代所属選手
- ギャラス・マックリアリー 2007-2008
- ジェイミー・スラッバー 2014-2015
- ロジャー・ジョンソン 2017-
- ザヴォン・ハインズ 2018-2019